# Uncinia silvestris
Uncinia silvestris är en halvgräsart som beskrevs av Bruce Gordon Hamlin. Uncinia silvestris ingår i släktet Uncinia och familjen halvgräs. Inga underarter finns listade i Catalogue of Life.